# انیس سالتو
انیس سالتو (انگلیسی: Anis Saltou؛ زادهٔ ۱ آوریل ۱۹۹۲) بازیکن فوتبال اهل لیبی است.
از باشگاه‌هایی که در آن بازی کرده‌است می‌توان به باشگاه فوتبال الاتحاد اسکندریه اشاره کرد.
وی همچنین در تیم ملی فوتبال لیبی بازی کرده‌است.